# Wanang jezici
Wanang jezici, transnovogvinejski jezici, jedna od tri skupine South Adelbert Range jezika (nazivana Josephstaal-Wanang bez skupine kowan), šire skupine madang, koji se govore u Papui Novoj Gvineji na području provincije Madang. 
Skupina wanang je po prijašnjoj klasifikaciji s jezicima Josephstaal (7) činila širu skupinu Josephstaal-Wanang sa (12) jezika, dok se danas s priključenim kowan jezicima naziva South Adelbert Range. Wanang jezici dijele se na tri podskkupine, to su: a) atan sa (2) jezika; emuan (2) jezika; i Paynamar (1) s istoimenim jezikom paynamar [pmr].

## Vanjske poveznice
- Ethnologue (14th)